# نظام‌پور، خیبرپختونخوا
نظام‌پور (به انگلیسی: Nizampur) یک شهر در پاکستان است که در خیبر پختونخوا واقع شده‌است.